# 漫画におけるLGBT
本項では漫画におけるLGBTについて述べる。漫画出版が盛んないずれの国においても初期にはLGBT（レズビアン、ゲイ、バイセクシュアル、トランスジェンダー）のテーマが表立って描かれることはなく、受け手の解釈によって読み取られるのみだった。やがて20世紀後半から21世紀の初めにかけてLGBTのキャラクターが包摂され始め、カミングアウトの困難さ、社会的な偏見、同性間の恋愛といった題材も描かれるようになった。
各国の漫画はLGBTのテーマにそれぞれ異なるアプローチを取ってきた。米国のコミックブック出版では1954年から1989年までコミックス倫理規定委員会（コミックス・コード）が自主規制を行っており、少しでも同性愛を感じさせる描写は行えなかった。キャラクターの性的指向や性同一性を描くにも遠回しにほのめかすか、サブテキストとして暗黙の裡に示すしかなかった。1970年代に至って、コードに準拠しないアンダーグラウンド・コミックの中からLGBT当事者による自伝的・政治的な作品が現れ、独立したゲイコミックの文化が発展した。新聞配信のコミックストリップでも1970年代後半からオープンリー・ゲイのキャラクターが登場し始め、1980年代を通して一般化していった。コードの規制が緩和された1990年代以降にはコミックブック出版で主流のスーパーヒーロー作品でも現代的なLGBTの描写が見られるようになり、ゲイのキャラクターをメインにしたタイトルも数多く創刊された。2010年代には多様な出版形態によるLGBTQコミック全般が「コミックでもっとも急速に発展している分野」と呼ばれている。
ヨーロッパでは言語ごとの市場が小さく、ニッチなゲイコミックが米国のように発展することはなかった。とはいえ、フランス、スペイン、ドイツなど各国で重要なLGBT漫画の作家が活動している。
日本では1970年代に一般の少女漫画の中から同性愛を描く作品が登場し、ボーイズラブ（BL）やガールズラブと呼ばれる独自のジャンルへと派生して漫画同人誌文化や商業メディアに幅広く浸透していった。ただしそれらの作品は同性愛を理想化する傾向があり、必ずしもリアルなLGBTを描くものではなかった。少年漫画・青年漫画でもやや遅れてジェンダーのゆらぎを描く作品は描かれている。また異性愛男性向けアダルト漫画において性的ファンタジーとしての間性的なキャラクターが描かれることも多い。ゲイ読者向けの漫画も商業的なゲイ雑誌や同人誌で発表されている。1990年代に一般メディアで「ゲイブーム」が起きて以降はLGBT当事者による自伝的な作品も現れ、2010年代後半に再び起こった「LGBTブーム」以降は社会的な認知や人権のテーマが扱われることが増えた。
日本のBLは1980年代から国外に広まり始め、特に日本と文化的に近い東アジアと東南アジアにおいて高い人気を集めた。国によってはアンダーグラウンドと見なされるジャンルであり、一般向けアニメ・漫画の消費や日本政府のソフトパワー戦略とは離れたところでファン主導の受容が行われた。その性格からBLファンダムは「対抗的公共圏」として論じられることがある。ジェームズ・ウェルカーは、アジア各国でジェンダーとセクシュアリティについての通念が変化するプロセスにBLメディアが関わっていると書いている。

## 米国
米国の漫画は19世紀末に新聞紙上のコミックストリップとして生まれ、1930年代にコミックブック形式の漫画出版が成立した。コミックブックは32ページ前後の定期刊行物で、現在では主に専門のコミックショップで売られている。これらは別個の出版文化であって、一般紙誌に掲載されるコミックストリップは読者層が広くジャーナリズムの要素も持つ一方、コミックブックは若者のサブカルチャーと見なされがちである。さらに近年の新たな流れとして書店で販売される書籍形式のグラフィックノベルが台頭している。

### 初期の同性愛雑誌

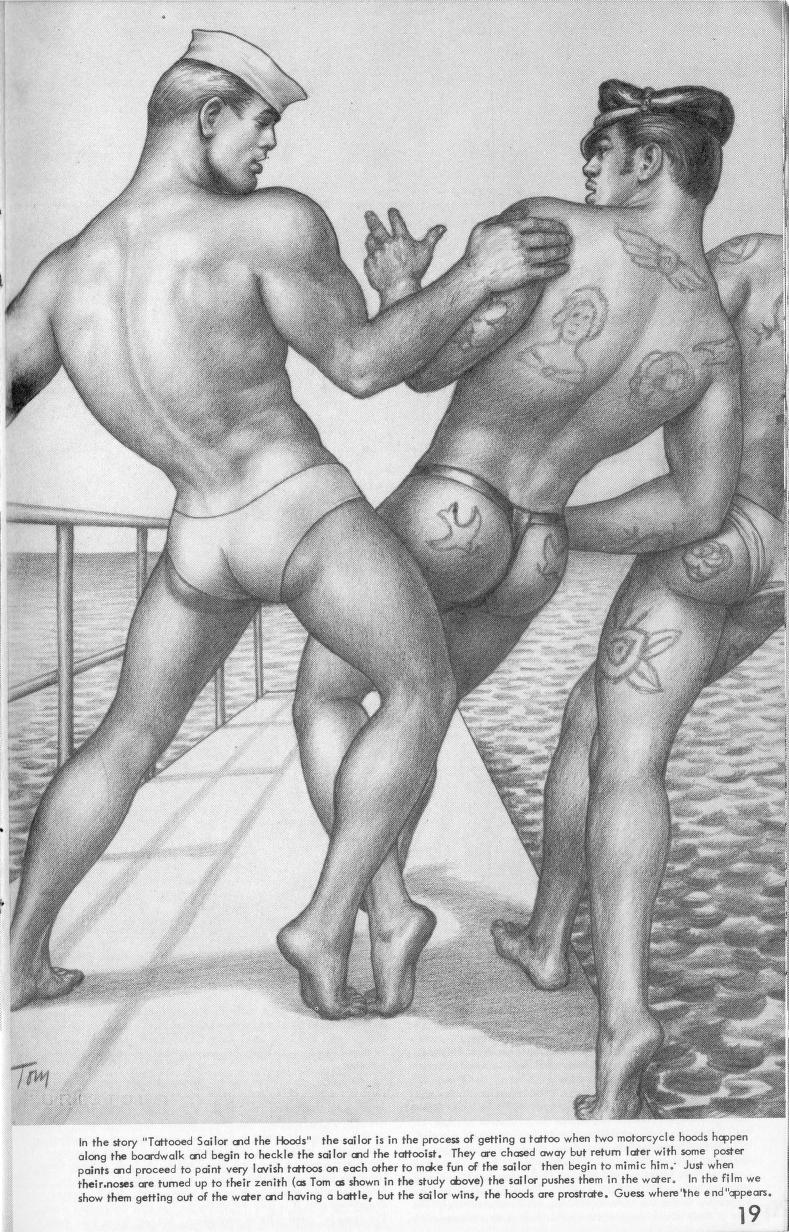
『フィジーク・ピクトリアル』誌に掲載されたトム・オブ・フィンランドのイラストレーション (1962)。

LGBT関連のコミックの中でもゲイ男性向けのエロティックなジャンルは長い歴史を持っている。第二次世界大戦前の米国でコミックブックが最初のブームを迎えたころからアンダーグラウンド出版のゲイポルノコミックは存在していた。1930年代から1950年代にかけて違法に出版されていたティファナ・バイブル（有名キャラクターを無許諾で使用するポルノ・コミック）にも同性間の性行為を描くものがあった。
トム・オブ・フィンランドの筆名で知られるトウコ・ラークソネンは盛り上がった筋肉や巨大なペニスのように男性性が誇張されたイラストレーションを専門とするフェティッシュアート作家で、「最初のゲイ漫画家」とされている。ラークソネンは欧州で1940年代から違法な性的コミックの通信販売をアンダーグラウンドで行っていた。1957年からは米国の男性ヌード誌（ビーフケーキ・マガジン）の『フィジーク・ピクトリアル』にイラストレーションを寄稿した。1960年代にわいせつ法が緩和されると、ラークソネンのエロティカはゲイコミュニティや芸術界に受容されていった。ほかに初期の同性愛雑誌で活動していた作画家にはジョージ・クエンタンスやドム・オレフドス（筆名エチエンヌ）がいる。

### アンダーグラウンド・コミック／ゲイコミック
1969年に起きたストーンウォールの反乱とゲイ解放運動の高まりはLGBTコミックが描かれる土壌を作った。このころ数多く創刊されたゲイ専門の出版物にはLGBTテーマを広く扱うコミックストリップが掲載されていた。その描き手にはジョー・ジョンソンやショーンらがいる。1980年代後半からはハワード・クルーズの Wendel 、ドネランの It's a Gay Life 、ティム・バレラの Leonard and Larry などが『アドヴォケート』のような全国的なゲイ雑誌に配信された。ニューオーリンズの Impact 紙に連載されたロン・ウィリアムズの Quarter Scenes など、地方紙が独自のコミック作品を掲載することもあった。
コミックブック出版で最初にLGBTのテーマを扱い始めたのは独立系の小出版社や自己出版によるアンダーグラウンド・コミックだった。1970年ごろに左翼的なカウンターカルチャーの中から勃興したアンダーグラウンド・コミックは、マス市場向けではない自己表現としてのコミック、ならびにアイデンティティ政治の表現としてのコミック文化の母体となった運動である。運動の火付け役となった『ザップ・コミックス』誌第3号 (1968) にはS・クレイ・ウィルソンによる “Captain Pissgums and His Pervert Pirates”（→飲尿船長と変態海賊団）が掲載されていた。同作は同性間の性行為を克明に描いており、ほかの漫画家がタブーの題材に挑戦するきっかけとなった。しかし初期のアンダーグラウンド・コミックは異性愛者男性が主体で、ゲイが登場するとしても奇妙な口調のカリカチュアか、コミカルな異性装者であるのが普通だった。
1972年に創刊されたフェミニズム系コミック誌の草分け Wimmen's Comix 第1号には、ポルノグラフィではないコミックとして初めてオープンなレズビアンを描いた "Sandy Comes Out"（→サンディのカミングアウト）が掲載されていた。その作者トリナ・ロビンスが異性愛者であったことは、LGBT当事者を刺激して自分の物語を描くよう促した。その中にはレズビアンテーマの単発コミックとして最初の Come Out Comix (1972) を描いたメアリー・ウィングズや、レズビアンを主人公とする最初の定期誌 Dynamite Damsels (1976) を発刊したロバータ・グレゴリーらがいる。

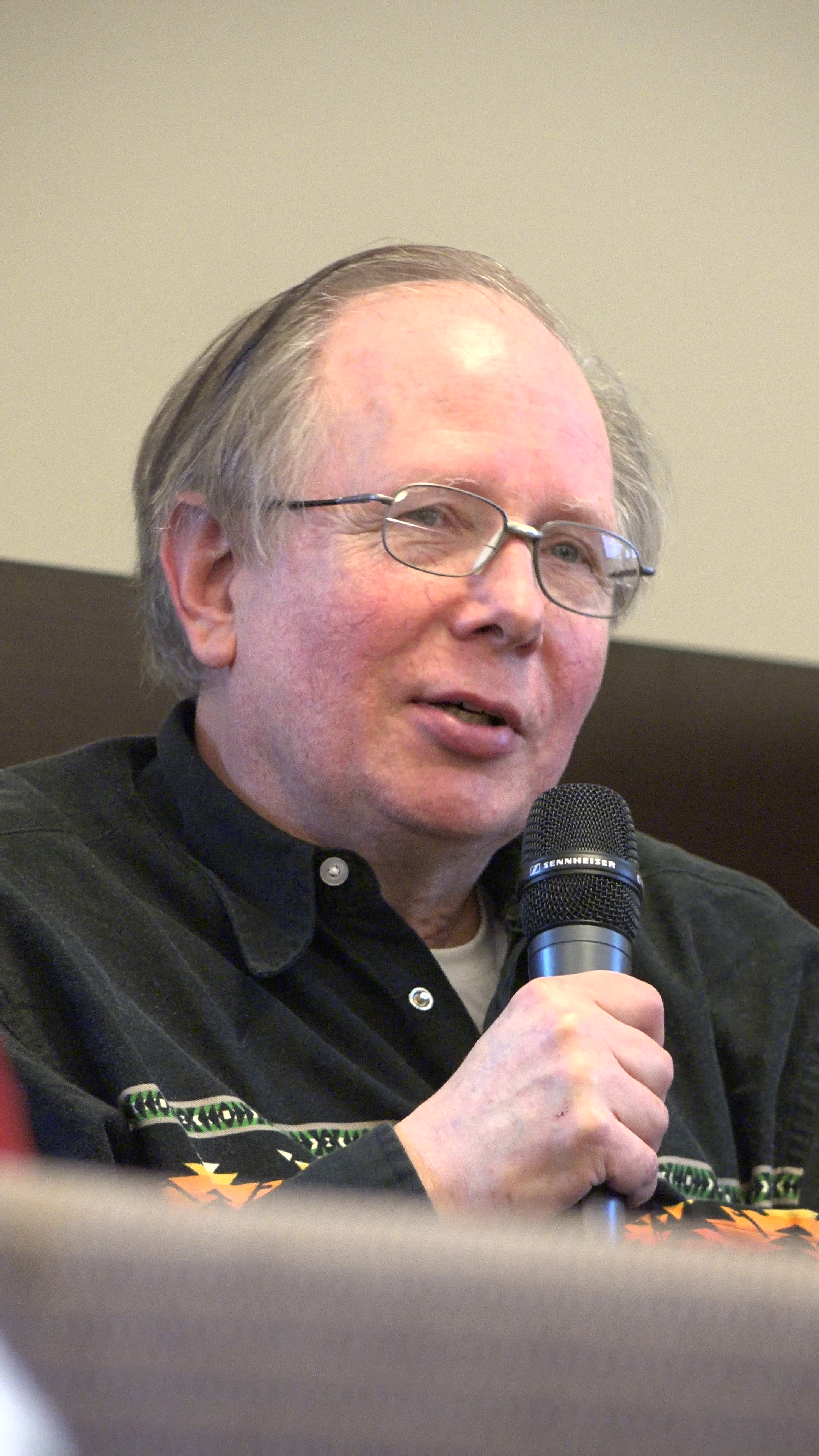
ハワード・クルーズ（2015年）。

カウンターカルチャーの流れを汲むアンダーグラウンド・コミックは1970年代半ばに衰退したが、ゲイコミックのサブカルチャーは保たれた。初めて一般コミックブックの流通に乗ったゲイコミックとされているのは Gay Heartthrobs 誌である。内容はキャンプなエロティカで、1970年代半ばに数号が発行されたが販売面で苦戦した。重要なシリーズとしては1980年にハワード・クルーズが発刊した Gay Comix がある。LGBTの作家を集めたコミック誌でゲイ解放運動とは密接なつながりがあった。初期には恋愛やカミングアウト、社会的抑圧やセックスを題材にした自伝的な作品が中心だったが、後にはスーパーヒーローやゾンビのようなエンターテインメント寄りのテーマも扱うようになった。非主流のLGBTコミックについての情報も載せられていた。ハワード・クルーズはこの時期の「最も重要なゲイ漫画家」とみなされており、ゲイカルチャー外の『ヘビー・メタル』、Raw、『ヴィレッジ・ヴォイス』などの雑誌でもLGBTテーマの作品を描いていた。1995年に出版されたクルーズの Stuck Rubber Baby は公民権運動の最中に育ったゲイの少年を主人公とする長編書籍で、主流文化に受け入れられた最初のゲイコミックの一つである。
1986年から2004年まで刊行された Meatmen は多数の作画家や漫画家によるアンソロジー書籍のシリーズで、ハワード・クルーズ、ジェフ・クレル、ブラッド・パーカー、ジョン・ブラックバーン、ジョン・メイシー、トム・オブ・フィンランドら当時の重要なゲイ漫画家が寄稿していた。Meatmen はジェンダーバランスに注意が払われていた Gay Comics と比べて男性寄りの内容で、直接的な性描写や荒っぽい笑いが特徴だった。
1980年代以降に盛んになった自主制作コピー本（ミニコミック）シーンでは、パンクのクィアコアから影響を受けたLGBTQ+作家が一般的なゲイコミュニティよりもラディカルな作品を描いていた。その一つである Hothead Paisan: Homicidal Lesbian Terrorist（→ホットヘッド・パイサーン、殺人レズビアンテロリスト）(1991) は男性優位の社会に対する怒りを暴力的な笑いに変えた作品だった。
大衆文化におけるレズビアン表象の先駆的作品として特筆すべきなのが、アリソン・ベクダルによる Dykes to Watch Out For（→レズビアンに気を付けて） (1983) である。鋭い社会批評に加えて多様な社会的背景を持つLGBTキャラクターを描いた作品で、長年にわたってオルタナティヴ紙やゲイ刊行物に全国的に配信されたのに加えて、複数の言語で単行本化されて広く読み継がれている。ベクダル以降のコミックストリップ作品としては Chelsea Boys や、実写映画化された The Mostly Unfabulous Social Life of Ethan Green 、A Couple of Guys 、Jane's World が挙げられる。ベクダルは2006年にクローゼット・ゲイだった父親との関係を綴った長篇書籍『ファン・ホーム』を出した。同書は『タイム』誌によって同年の一般書籍のベストに挙げられるなど主流メディアから高く評価され、自伝的なLGBTコミックが一般読書界に受容される道筋をつけた。

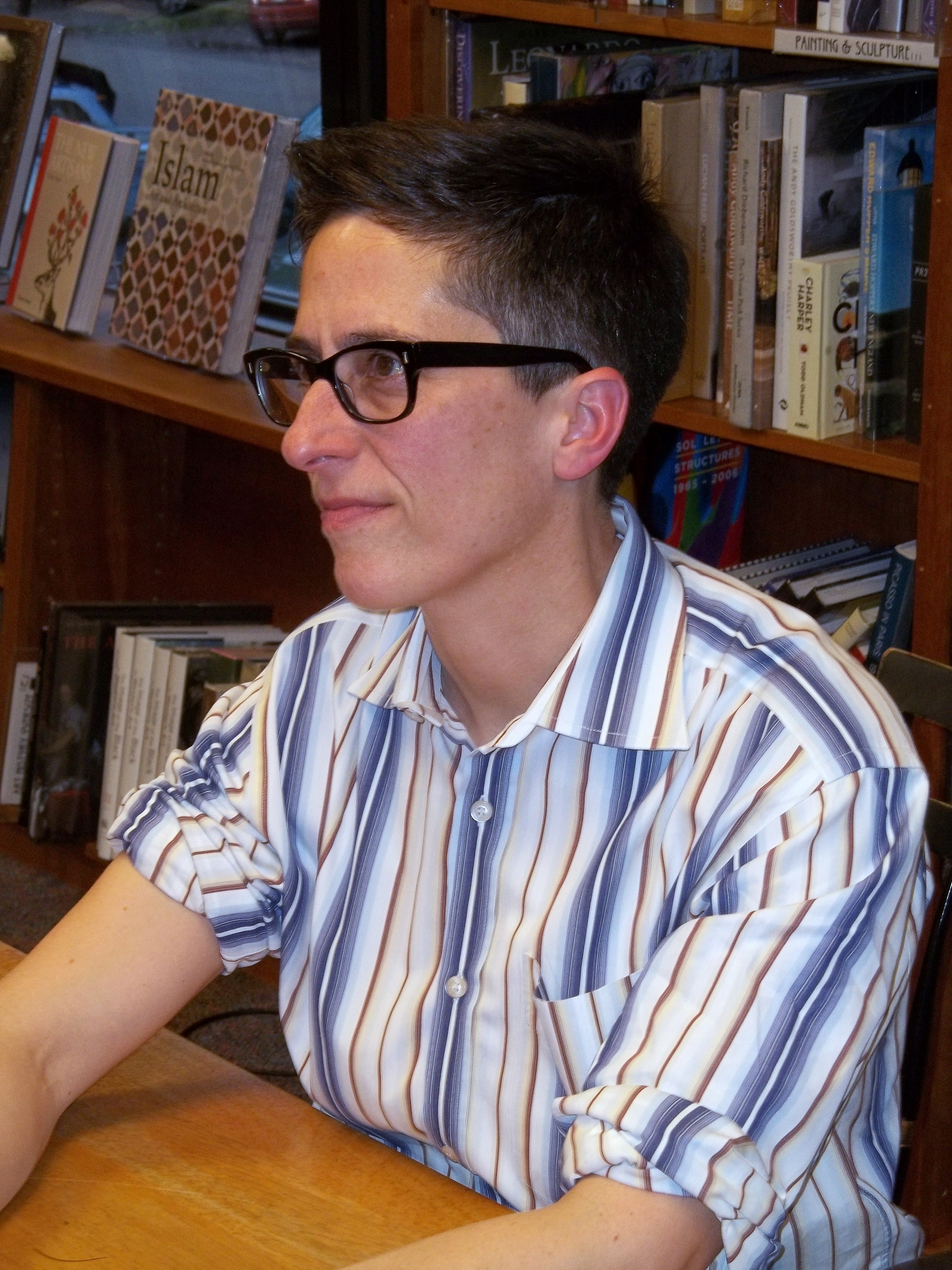
アリソン・ベクダル（2012年）。ハワード・クルーズと並んでと呼ばれることがある。

2000年代にはインターネットの登場によってクィア・コミックはさらに活発になった。トランスジェンダーの作家がオープンに活動を始めたのはこの時期で、同性愛者よりもかなり遅かった。一般社会においてもクィア文化への関心が高まり、クィア専門ではないオルタナティヴ系出版社からクィアなテーマを正面から扱った作品が出るようになった。2012年に漫画家ジャスティン・ホールはLGBTコミックの歴史を振り返る書籍 No Straight Lines を出版し、クィア文化が社会の主流文化に溶け込んでいく時代の流れと連動してほかのコミックとは別の並行世界に存在していたゲイコミックがほかの分野に浸透し始めたと書いている。

### コミックストリップ

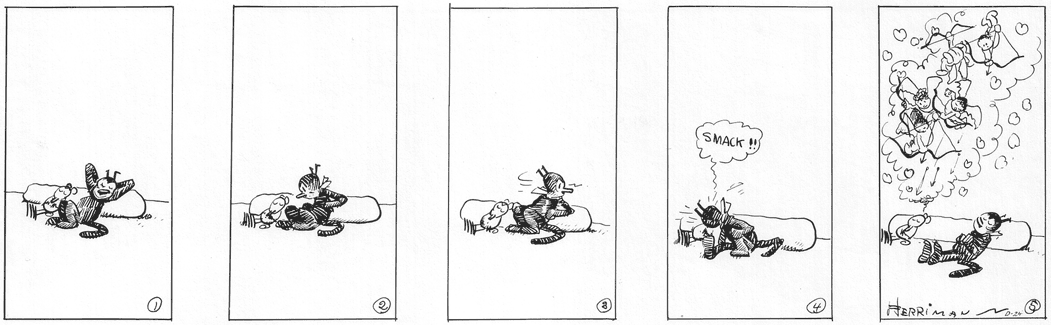
『クレイジー・カット』1917年12月24日作品。黒猫のクレイジーは作中で「彼」とも「彼女」とも呼ばれており性別不詳だが、ネズミ男性のイグナッツに一方的な恋をしている。

初期のコミックストリップは表立ってゲイを取り上げていなかったが、クィアなサブテキストが読み取られている作品もある。ジョージ・ヘリマンによる『クレイジー・カット』(1913–1944) はネコとネズミとイヌが三角関係の恋愛を演じる作品で、主人公のクレイジーは性別があいまいにされておりジェンダークィアと見ることができる。ミルトン・カニフの Terry and the Pirates（1938–1939年シリーズ）に登場する男装の女性悪役サンジャクは主人公のガールフレンドを狙っているレズビアンと解釈されることがある。
広く配信されるコミックストリップで最初にLGBTテーマやゲイのキャラクターを描いたのはギャリー・トゥルードーの時事風刺作品『ドゥーンズベリー』である。1976年に同作で登場したアンディ・リッピンコットはゲイ解放運動にかかわるゲイ男性で、後に作中でHIVに感染し、1990年に死亡した。AIDSの問題がコミックストリップで扱われたのはそれが初めてだった。トゥルードーは一連のストーリーによりピューリッツァー賞のノミネートを受けた。一方で、同作を連載していた900紙以上のうち3紙がこの展開を「悪趣味」だとして掲載を拒否した。それから2年後、以前から読者に親しまれていた別のキャラクターがゲイだったと明かされ、批判を恐れない作品という評価を固めた。
リン・ジョンストンの家族もの『良かれ悪しかれ』は、1993年に主人公一家の隣人の少年がゲイをカミングアウトするストーリーで激しい論争を招いた。反同性愛的な読者は掲載紙の購読停止を宣言し、ジョンストンは手紙で殺人予告を受けた。配信紙1400紙のうち40紙ほどが問題の回を差し替えるよう要求し、約20紙が連載を打ち切った。しかしやがてゲイ当事者やその家族から好意的な手紙が届くようになり、最終的にジョンストンが受け取った反応の7割がポジティブなものだった。同作は1994年にピューリッツァー賞時事漫画部門最終選考作品に挙げられ、受賞は逃したものの「同性愛者少年のカミングアウトと家族や友人の反応をセンシティブに描いたこと」が選考委員会によって称えられた。
新聞配信作品に求められるのは穏当な家族向けの内容であり、通信社は漫画家に政治性を出さないよう求めたり、LGBTのキャラクターの数に上限を設けることがある。21世紀に入っても前世紀からあまり大きな変化は見られないが、Candorville や『ブーンドックス』などは例外的にLGBTを大きく扱っている。保守的な傾向の作品 Mallard Fillmore は批判的な切り口でゲイを取り上げることがある。雑誌は新聞よりも制約が緩く、マット・グレイニングの『ライフ・イン・ヘル』などゲイの主要キャラクターを持つ作品の例がある。

### メインストリーム・コミック
「メインストリーム・コミック」とは、歴史的にコミックブック出版の主流を占めてきたスーパーヒーローものとその周辺のジャンル作品を意味する。
マーベル・コミックスとDCコミックスの2大出版社を中心とするメインストリーム作品は20世紀の大半を通してゲイを排除しており、包摂性の欠如を批判されてきた。そのような状況をもたらした大きな原因は、1954年に精神科医フレデリック・ワーサムが書いた『無垢なる者たちへの誘惑』である。当時のコミックが子どもに有害だと批判する書籍で、問題とされた中に性役割の否定やヒーローの同性愛があった。ワーサムは女性の役割に従わないワンダーウーマンが男性嫌悪のレズビアンだと主張し、バットマンと少年助手ロビンの親密な関係が子供を同性愛的なファンタジーに導くと書いた。ワーサムによって世論が高まると、業界団体はコミックス倫理規定委員会 (コミックス・コード) を設置して事実上の自己検閲を行い始めた。不倫の美化や性描写などと並んで「一切の性的倒錯」が禁止事項に挙げられ、コミックス・コードの認可を受けたタイトルで同性愛を描くことはできなくなった。ただし、直接的な描写を避けることで暗にLGBTのテーマを描く作品もあった。初期の例には『キャプテン・アメリカ』の幼馴染の男性がゲイだったという1982年の作品がある。またヒーローやヴィランがSF的な手段で性転換するエピソードは実際のところよく描かれていた。
時代の変化とともにコミックス・コードの内容は変わっていき、1989年にはLGBTの描写が可能になった。この改定では社会的少数者への偏見を排除する観点が盛り込まれた（ただしこのころコードの影響力は低下し始め、2010年代には完全に消滅している）。一般メディアでもゲイとレズビアンの露出が飛躍的に増加した時期であり、スーパーヒーロー作品でも同性愛のキャラクターが登場し始めた。当初は小さい役割でしかなかったが、次第にストーリーの中心を占めるキャラクターも現れた。2010年代にその動きは加速し、ストーリーや題材の多様性も増した。2013年ごろには当時全米で議論を呼んでいた同性婚が率先して作中に取り入れられた。それを促進したマーベル・コミックス編集長アクセル・アロンゾは、スーパーヒーローという存在が他者と異なっていることにともなう試練と苦難の物語において、最も力強いメタファーとなると語っている。このトレンドは現実のLGBT人口比を作品に反映するものとして基本的に支持されており、LGBTのコミュニティやGLAADのような団体から歓迎されている反面、宗教右派団体など保守層からは批判を受けている。FOXニュースのコメンテーターは、主要キャラクターをLGBTに設定することを「ヒーローをセクシュアライズする（性的要素を強調する）」ものだと批判した。コミックファンからの反発もあり、特に既存のキャラクターの性的指向を変更する措置には議論が寄せられている。
クィア理論の分析によると、オルタナティヴ・コミックがLGBT文化の独自性を強調する一方、メインストリーム・コミックのLGBTキャラクターは異性愛中心の社会に同化しているように描かれる傾向がある。アリソン・ヤングは、メインストリーム・コミックには性的少数者の存在をストーリーで直接描く「統合主義的」なものと、バットマンとロビンの関係に密かにホモエロティシズムを込めるような「同性愛規範的」なものがあると書いている。

#### DCコミックス
Encyclopedia of Gay Histories and Cultures （→ゲイの歴史と文化の百科事典）(2000) によれば、DCコミックスの作品にはゴールデンエイジ（1930-1950年代）からすでにゲイのサブテキストが存在しており、当時の読者は女性だけからなるアマゾン族や、男性ヒーローと少年助手の間に同性愛を読み取っていた。特にバットマンとロビンの関係は同性愛の観点からの関心が持たれている。フレデリック・ワーサムは『無垢なるものへの誘惑』でバットマンのコミックは心理学から見ると同性愛的であると主張し、成熟した「バットマン」と若き友人「ロビン」の冒険にはほのかな同性間性愛の空気が漂っていると書いた。アンディ・メドハーストは、バットマンが「同性愛者とみなされて攻撃を受けた架空のキャラクターとして最初期の一人」であり、また「1960年代のテレビ版『バットマン』がキャンプ（同性愛的な美意識）の基準となった」という点でゲイから関心が深いと書いている。制作にかかわったクリエイターの多くはバットマンがゲイだということを否定しているものの、代表的なバットマン作家の一人フランク・ミラーは、バットマンが性衝動を犯罪との闘いに昇華したキャラクターであり、敵役ジョーカーはそれを脅かす同性愛恐怖の権化なのだという解釈を示している。
DCで初めて明確にゲイとして描かれたキャラクターは女性的なヒスパニック男性のヒーローエストラーニョである。1987年に登場して短期間活躍したが、オネエ風の言葉遣いや、HIVウイルスを武器とするヴィランに殺されるなど、戯画的ともいえる描き方だった。コミックス・コードの制約が解かれた1989年前後には一般人キャラクターの同性愛者を共感的に描く作品が現れ始めた。成人読者向けシリーズ『ヘルブレイザー』の主人公ジョン・コンスタンティンがバイセクシュアルだと発言する例もあった。『サンドマン』(1991) や『リージョン・オブ・スーパーヒーローズ』(1992) ではトランスジェンダーのテーマが扱われた。1993年にはトランスジェンダーの原作者レイチェル・ポラックが『ドゥーム・パトロール』誌に起用されてLGBTテーマを多く取り入れた。
LGBTを大きく扱った作品で顕著なものとしては、『グリーンランタン』誌で主人公をサポートするゲイ男性がヘイトクライムの対象にされるストーリー (2002) がある。これにより同誌の原作者ジャッド・ウィニックはGLAAD賞を2度、ゲイラクティック・スペクトラム賞を1度受賞したが、読者からは反発も寄せられた。バットマン型の自警主義ヒーローミッドナイターと、その恋人でスーパーマン型の超人ヒーローアポロのように、主役級の扱いを受ける同性愛者のヒーローも現れた。2006年にはレズビアン女性のキャラクター（ケイト・ケイン）に伝統あるヒーロー名バットウーマンが与えられ、一般メディアから注目を受けた。
DCは2011年に「THE NEW 52」と銘打って全タイトル規模のリランチを行った。このときレズビアンのバットウーマンが個人誌を得たほか、バイセクシュアルのアフリカ系女性を主人公にした『ヴードゥー』も創刊された。グリーンランタンの一人で1940年代から活躍してきたアラン・スコットもオープンなゲイ男性として再設定された。2015年には女性ヴィランコンビのポイズン・アイビーとハーレイ・クインが公式にノンモノガミーな恋人同士とされた。2016年の新たなリランチ「DCリバース」では、DCの中心的なキャラクターの一人ワンダーウーマンがバイセクシュアルだと明言された。主要なヒーローの関連キャラクターにLGBTが割り当てられる例は多く、アクアマンのサイドキックであるアクアラッド（2代目）、バットマンの弟子ロビン（3代目）、スーパーマンの息子で2代目のジョナサン・ケントがそれぞれゲイやバイセクシュアルだとされた。

#### マーベル・コミックス

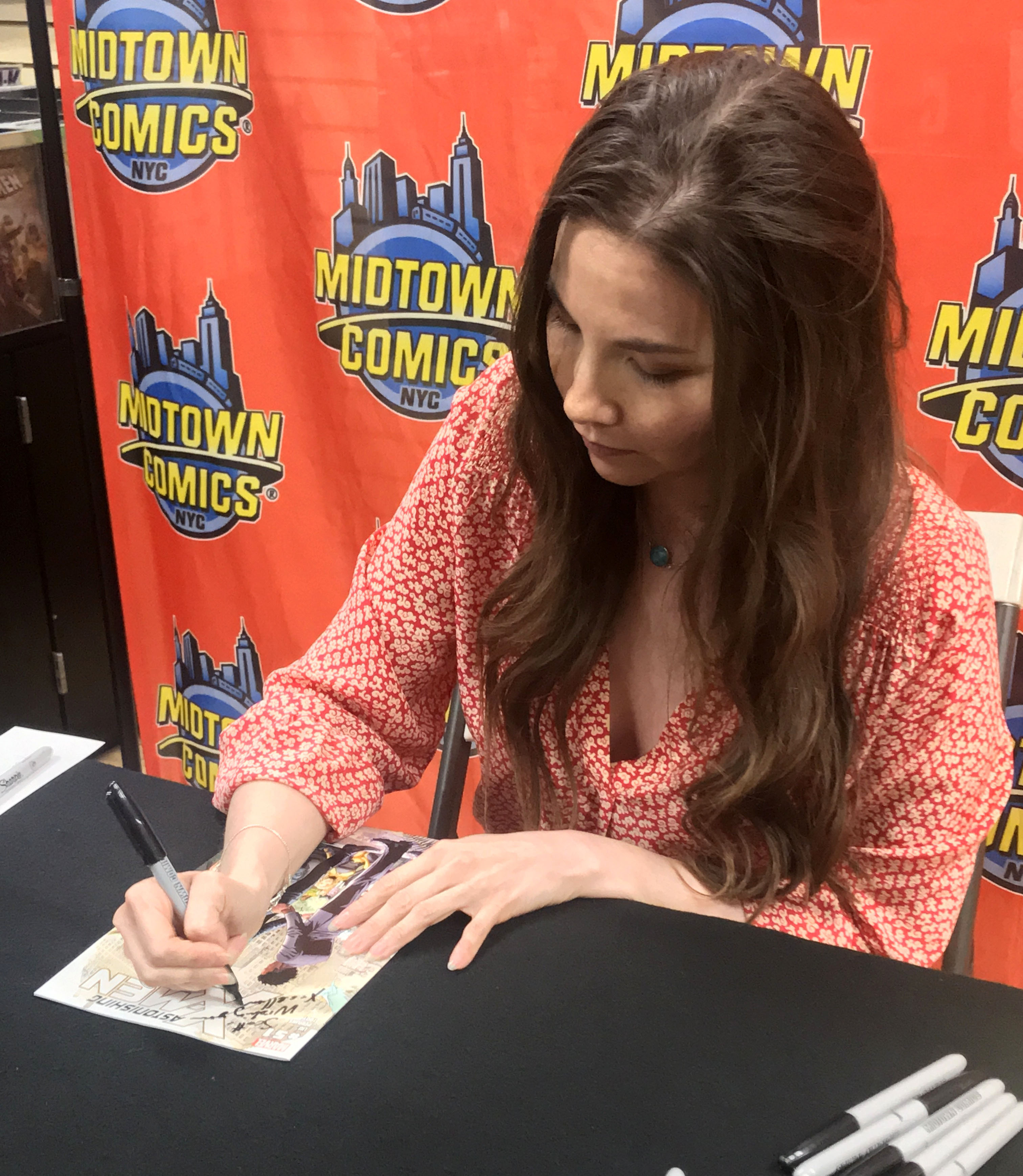
メインストリーム・コミックで初めて同性婚を描いた『アストニッシングX-メン』第51号 (2012) に原作者マージョリー・リューがサインしている。

マーベル・コミックスはDCと比べてLGBTテーマを取り入れるのに積極的ではなく、ゲイキャラクターの導入も慎重に行われてきた。ジム・シューターが編集長を務めていた1980年代には「マーベル・ユニバースにゲイは存在しない」方針があったと伝えられている。時代が下って作品に同性カップルが登場し始めてからも、DCと異なり「成人向け」レーベルであってもキス以上の性的な描写は行われていない。
マーベルの中でも1963年に始まった『X-メン』シリーズは多様性と関係が深い。同作は超能力を持つミュータント集団が一般人の偏見と闘う物語で、公民権運動のメタファーと解釈されて多様な読者の支持を集めてきた。1980年代以降のクリス・クレアモント原作期には、明言されないながらもゲイ解放運動の要素がストーリーに取り入れられ、一部のキャラクターの間の同性愛を匂わせる描写も行われた。X-メン関連誌『アルファフライト』で1979年に登場したノーススターはマーベルのメジャーなキャラクターで最初に公にされたゲイ男性である。作者ジョン・バーンは当初から一貫して暗にノーススターをゲイとして描いていたが、同性愛を物語の焦点にしようという試みはジム・シューターから許可されなかった。明確なカミングアウトが実現したのは1992年の『アルファフライト』第106号のことだった。この号は社会変化の兆しとしてニューヨーク・タイムズ紙など一般マスコミによって報道された。その後もノーススターのセクシュアリティはあまり掘り下げられないままだったが、2012年の『アストニッシングXｰメン』第51号で恋人と結婚するところが描かれた。これはメインストリーム・コミックで最初の同性婚とされている。ほかにX-メン系列誌で早くから暗にLGBTとして描かれていたキャラクターにはキティ・プライドやレイチェル・サマーズ、ミスティークがいる。
マーベルは2002年に成人読者向けレーベルのMaxから西部劇シリーズ『ローハイドキッド』の新作を出した。マーベルはキッドを自社初のゲイの単独誌主人公として積極的にプロモーションしたが、作中ではゲイであることがほのめかされるばかりで明確な描写はなかった。同作は保守層から拒絶され、LGBTコミュニティからも微温性を批判された。『ローハイドキッド』以降マーベルは一時LGBTのレプリゼンテーションに及び腰になったという見方がある。キッド自身も実はゲイではなくそう装っていただけだと受け取れる公式の文章が出ている。
2003年、日本漫画を読んでいる層を対象にした新レーベルのツナミから『ランナウェイズ』が発刊された。原作はブライアン・K・ヴォーンによる。多様なバックグラウンドを持ったティーンエイジャーを主人公とする異色作で、この時期のマーベルとしては珍しくLGBTのチームメンバーを大きく扱っていた。同作のテレビドラマ版も、LGBTQのレプリゼンテーションに消極的なマーベルの映像作品フランチャイズ（MCU）の中では特に目立つ存在となった。
2005年に創刊された『ヤング・アベンジャーズ』誌は当初メンバーにゲイが2人含まれていた（ハルクリングとウィッカン）。同誌の読者欄では一部の読者と作者の間でティーンのゲイヒーローの是非を巡って長い議論が行われた。同誌はマーベルで初めてGLAADメディア賞コミックブック部門を受賞している。2013年にリランチされた『ヤング・アベンジャーズ』誌では、ミス・アメリカやロキなどほかのチームメンバーの多くもLGBTとして描かれた。原作者キーロン・ギレンを始めとする制作チームは再びGLAAD賞を受けた。
2015年4月、『X-メン』の古参メンバーアイスマンがゲイだったというストーリーが発表された。2017年にアイスマンは初の単独レギュラー誌を与えられ、ヒーロー活動とともにオープンリー・ゲイ男性としての生活が語られた。同誌は読者からヘイトを向けられ、2018年初頭に打ち切られたが、同年中に再創刊がアナウンスされた。この時期にもクィアなキャラクターが単独主人公となるマーベル作品は多くなく、アイスマンやエイロマンティック・アセクシュアルのワスプなどがあるのみである。

#### アーチー・コミックス
「アーチー・コミック」は設定や人間関係がほとんど変化しない長寿シリーズだが、2010年に関連誌の一つ『ヴェロニカ』で初めてオープンリー・ゲイの少年ケヴィン・ケラーが登場した。アーチー・コミックス経営者ジョン・ゴールドウォーターはアーチー・コミックスの世界を今日的でインクルーシヴなものにするためという意図を語った。ケヴィンはファンに受け入れられ、スピンオフ誌が発刊されたほか、成人後に同性婚を行うエピソードも描かれた。

#### その他の出版社

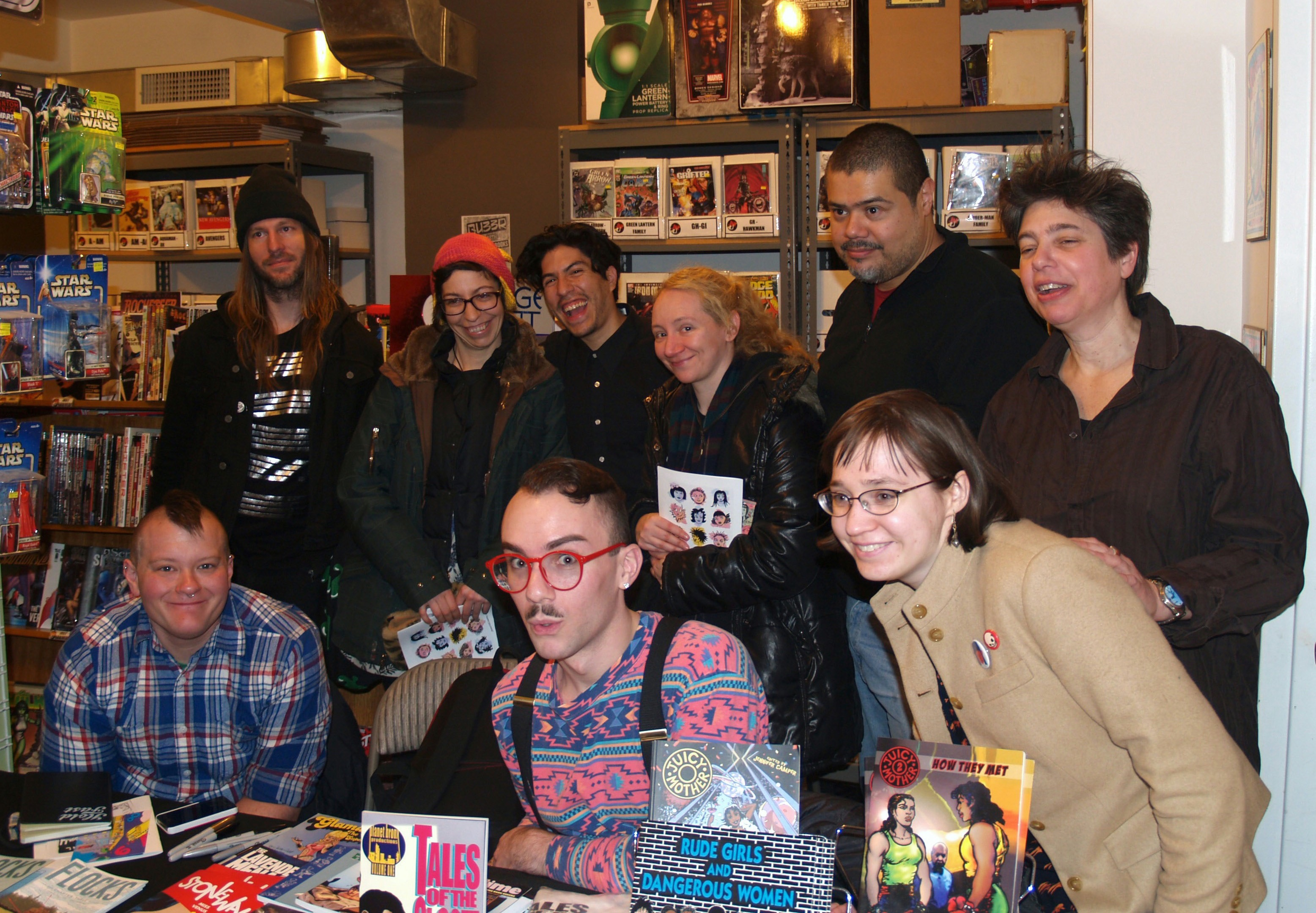
マンハッタンのコミック専門店において、LGBTコミックのアンソロジー Qu33r の執筆者によるサイン会が行われている（2014年）。

1980年ごろからコミック専門店市場の成立によって小規模なインディー・コミックの商業出版が可能になり、『エルフクエスト』(1978) や『ラブ・アンド・ロケッツ』(1982) など、LGBTを扱う多様なジャンルのコミックが世に出はじめた。コリーン・ドランは日本の漫画やアニメから影響を受けた漫画家として最初期の一人で、ゲイ同士の恋愛ドラマ A Distant Soil (1979) によってゲイラクティック・スペクトラム賞に何度もノミネートされている。テリー・ムーアが自己出版するロマンチックコメディ Strangers in Paradise (1993) は暗い過去を持つレズビアン女性と親友の女性の関係を描いた作品で、アイズナー賞やGLAAD賞を受けている。
1990年代にはマリブ・コミックス、イメージ・コミックス、IDWパブリッシング、やや遅れてダークホース・コミックスのようにメインストリーム・コミックの二大巨頭に迫る規模のインディー出版社が現れた。それらの出版社はコミックス・コードに準拠せず、作者に創作上の自由を与えたため従来よりもLGBT要素を含む作品が多かった。GLAAD賞を受けたイメージの Rat Queens は「女性キャストによる『指輪物語』」とされるファンタジー作品で、主人公の一人にレズビアンのハーフリングがいる。LGBTの中でもトランスジェンダーはメインストリーム・コミックで扱われることが少ないが、ブーム！スタジオズは2014年に Lumberjanes などで全年齢向け作品として初めてリアルなトランス女性の主人公を登場させた。

### グラフィックノベル
21世紀には、コミック専門店で売られるコミックブックと並ぶ新たな出版形態として、一般書店で売られるコミック書籍（グラフィックノベル）が急速に伸長した。メインストリーム・コミックがスーパーヒーローやユーモアものを中心としているのに対し、グラフィックノベルではジャンルが限定されず、自伝のようなノンフィクションや文学的な作品も描かれている。この出版カテゴリからは各国でLGBTを扱った作品が増加傾向にある。一般の文芸出版社がこの分野に進出することも多く、伝統的に男性が多数を占めている従来のコミック界を選ばず書下ろしグラフィックノベルで作品を発表するLGBTQのコミック作家も増えている。従来のコミックブックが対象読者としていなかったヤングアダルト以下のジャンルでも、ケイ・オニールの The Tea Dragon Society やティリー・ウォルデンの On a Sunbeam などのクィアなグラフィックノベル作品が注目されている。

### ファンダムと賞
コミック作家やキャラクターにLGBTが目立ち始めるとコミックファンダムでもそれに対応する動きが現れた。コミコンやゲイラクシーコンのようにコミックやLGBTのコンベンションでは関連するパネルがよく開かれており、LGBTコミック専門のブースもある。2015年にはLGBTQコミックギークの大規模なコンベンションであるフレームコンが設立された。1997年に開設されたゲイリーグのようにLGBTのコミックファンが交流するオンラインコミュニティもある。2003年設立のプリズム・コミックスはLGBTのコミック作家や業界関係者、ファンのネットワークとなるNPOであり、Web上でオウンドメディアを運営している。
GLAADメディア賞は1992年にコミックブック部門を設置した。それ以来、DCのフラッシュを皮切りに『グリーンランタン』や『オーソリティ』、マーベルの『ヤング・アベンジャーズ』などのメインストリーム作品が同賞を受けてきた。しかしこれらの授賞はLGBT当事者のファンや作家から作品内容より話題性を重視しているという批判も行われている。ゲイラクティック・スペクトラム賞はSF、ファンタジー、ホラー作品を対象にした賞で、「その他の作品」部門にコミックも含まれている。ラムダ文学財団は1988年以来LGBTテーマの文学賞を授与しており、2013年にグラフィックノベルを対象に含めた。プリズム・コミックスは2005年から「クィア出版助成金」によってLGBTコミックの制作・出版を支援している。

## 欧州
ヨーロッパにおいては1980年代半ば以降には米国コミックの人気が自国産の作品を上回るようになっている。漫画の社会的認知や産業規模で米国や日本に並ぶのはフランスだけである。
ヨーロッパの漫画はテーマ、語り方、視覚的にショッキングな題材において米国より自由だとされている。コミックス・コードに当たるものが存在しないため、米国と比べるとLGBTテーマを取り入れることへの批判は少ない。スタン・ドレイクとレオナルド・スターがフランスで出版した Kelly Green (1982–93) のように、米国人漫画家が描きたいものを描くためにヨーロッパで活動することを選ぶ例もある。同作では女性主人公がゲイ男性を誘惑するためを男装したり、ゲイの脇役が登場したりしていた。

### フランス・ベルギー
20世紀初頭、フランスとベルギーの漫画（バンド・デシネ）は子どもの読み物とみなされていた。そのため大人向けのテーマや性的なテーマは少なくとも1960年代まで制限されていた。しかし、初期の子供向けバンド・デシネ『タンタンの冒険』や『アステリックス』、『アリックス』は読者から性的ないしLGBT的なサブテキストを読み取られていた。ただし2009年にタンタンシリーズの主人公がゲイに見立てられたときには、作者エルジェのスタジオが否定の声明を出している。ジャック・マルタンによる歴史漫画の名作『アリックス』も、同性間の親密な関係を扱っていたり、10代の少年の全裸が描かれるなど、現在の目から見て同性愛的なサブテキストが読み取れると評されているが、やはり作者マルタンは否定している。
1960年代にはタブーを打破しようとする作品も現れたが、バンド・デシネが子供のためのものだとする1949年の法律によって直接的に性を描くことは禁じられていた。1964年に刊行された『バーバレラ』アルバム（単行本）は裸体の絵を修正しなければならなかった。1960年代の後半にはバンド・デシネが大人の芸術形式だという見方が広まり、1970年代には主流紙が社会批評や風刺を描いた作品を掲載するようになった。しかし依然として「ポルノグラフィ」として発禁にされるアンソロジー誌もあった。
1970年代にバンド・デシネを描き始め、1992年にアングレーム国際漫画祭グランプリを受賞したフランク・マルジュランの代表作「ルシアン」は労働者階級の異性愛者男性を主体にしたユーモア作品だが、主要登場人物の男性性を強調する文脈でステレオタイプ的なLGBT描写を行っていた。文学者集団の中でゲイがファッショナブルに見られているという風刺もあった。
ファブリス・ノーが1994年から長期にわたって描き続けた Journal（→日誌）は、フランスの小都市で芸術家の卵として活動するゲイ男性の生活を通じてレプリゼンテーション、アイデンティティ、創作活動のようなテーマを追求した作品で、コミック研究者バート・ビーティによってこれまで出版された中でもっとも野心的な自伝コミックの連作と評価されている。同作は1997年にアングレーム国際漫画祭新人賞を受け、2010年には漫画際の会場で回顧展が開かれている。
ベルギーの漫画で同性愛者のキャラクターは2010年代にいたるまで脇役としても少数にとどまっている。ヤンやジャン・デュフォーのような原作者は一般向け作品に同性愛者やバイセクシュアルのキャラクターを取り入れている。トム・ブーデンは同国の重要なゲイコミック作家で、ゲイシーンを描いたギャグ漫画 Flikkerzicht で知られている。トランスジェンダーが扱われることはさらに少ないが、Benoît Feroumontの Giselle & Beatrice (2013) は魔法によるジェンダー転換を題材にしたユーモア作品である。

### スペイン
スペインの漫画は米国コミックと比べて型にとらわれず多様だとされている。スペインのコミックブック出版は1980年代の初めにブームを迎えた。フランシスコ・フランコの独裁政権の終わりとともに訪れたカウンターカルチャーの機運（モビーダ・マドリレーニャ）と同時期のことだった。ナサリオ・ルケによる Anarcoma はゲイで異性装者の探偵を主人公にしたノワールで、セクシュアリティやジェンダーについての社会通念に挑戦していた当時のコミックを代表する作品とみなされている。掲載誌 El Vibora は同性愛やトランスジェンダー売春のようなテーマを中心としており、アンダーグラウンド指向を強く持ちながら広い読者層から支持されていた。ただし、クィア芸術の研究者ヘマ・ペレス=サンチェスは、スキャンダラスな性描写と女性嫌悪を売り物にしていた同誌は男性中心文化を脅かすものではなく、同時期に Madriz 誌でクィア思想やフェミニズムを表現していたコミック作品の方が大きな文化的影響力があったと書いている。

### ドイツ

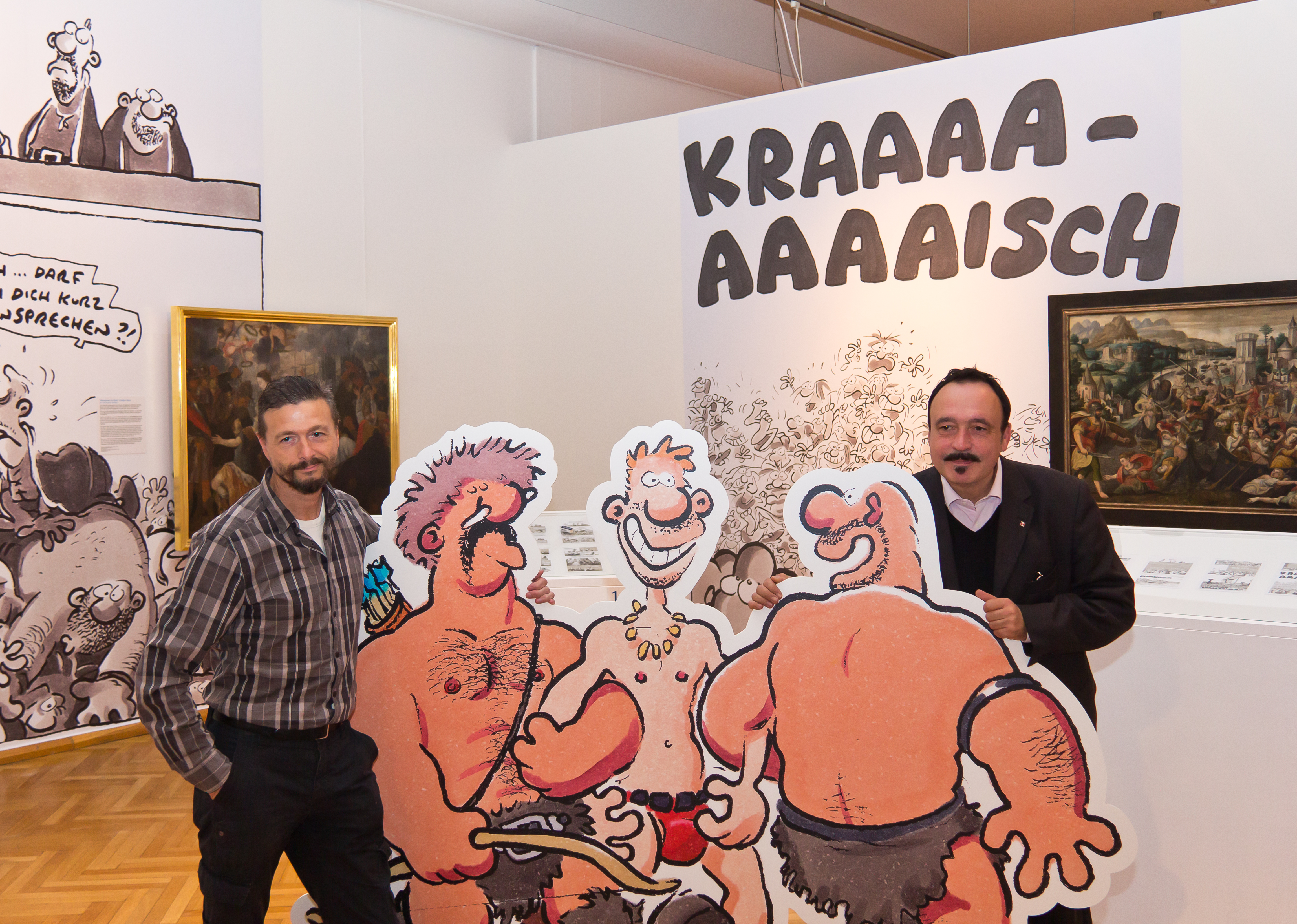
ラルフ・ケーニヒ（左）と作品のパネル（2015年）。

オープンリー・ゲイのラルフ・ケーニヒはドイツ国外でもっともよく知られているドイツ人漫画家であり、欧州を代表するクィア漫画家とみなされている。同性愛者と異性愛者が互いに持つ偏見をアイロニックに描くユーモア作品で知られており、代表作にゲイカップルを主人公にした "Konrad und Paul" などがある。ケーニヒは1970年代にミュンヘンのアンダーグラウンド誌 Zomix やゲイ雑誌 Rosa Flieder にゲイシーンを題材にしたコミックストリップを描き始めた。1981年にゲイ出版社 Verlag rosa Winkel から SchwulComix（→ゲイコミックス） などのコミックブックを出し始め、1987年には長編 Kondom des Grauens（→キラーコンドーム）を描いた。当初はカルト的な人気でしかなかったが、大手出版社から出した Der bewegte Mann (1987) とその映画版がヒットしたことで一般に認知されるようになった。2012年時点でケーニヒの作品は14の言語に翻訳されて500万部以上が発行されており、複数が映画化されている。

### 英国
英国のコミックは20世紀の大部分にわたって子ども向けのメディアと見なされており、成人向けの内容は描かれなかった。読者の年齢層が高いバイオレントなコミック誌 2000 AD は例外の一つである。同誌初のオープンリー・ゲイの主人公は1992年に登場した吸血鬼ハンターのデヴリン・ウォーである。同誌で人気を集めていたマッチョで荒々しいジャッジ・ドレッドの対極として作られたキャンプで気障なキャラクターだった。

### ロシア
ロシアのコミック文化は1990年代にスキャンレーションとして流入した日本漫画に大きな影響を受けており、2000年代半ばには百合やボーイズラブといったジャンルの作品がファンによって描かれるようになった。レズビアンの恋愛を題材にしたアンナ・ルッドの Клуб （→クラブ）(2016) から商業出版への進出が始まり、2019年には主流の書籍出版社からスラブ民話に題材をとったやおい作品 Immortal が出た。しかしこれらの動向はロシア社会の「政治化されたホモフォビア」によって強い圧力を受けている。2013年に成立した同性愛宣伝禁止法は「非伝統的な性的関係」の表現を規制するもので、子供向け作品でLGBTを描くことは違法とされた。2022年には大人向け作品も規制対象に含められた。

## 日本
英語圏の国々や多くのアジア国家と比べると、日本では全年齢対象のポップカルチャーでセクシュアリティやジェンダーを扱うことに法的・慣習的な制約が少ない。これは日本国外のLGBT当事者が日本の漫画に惹かれる理由の一つとなっている。その一方で、日本にはLGBTを描いた創作物の受容が現実の社会的問題と切り離されている特徴がある。同性間の関係を題材にしたボーイズラブ（BL）のようなメディアとLGBT当事者のためのメディアははっきり区別されている。実生活においても性的指向がオープンにされることは少なく、テレビや漫画のようなメディアを通じてのみLGBTの存在を知る人が多数を占めている。

### ゲイ漫画

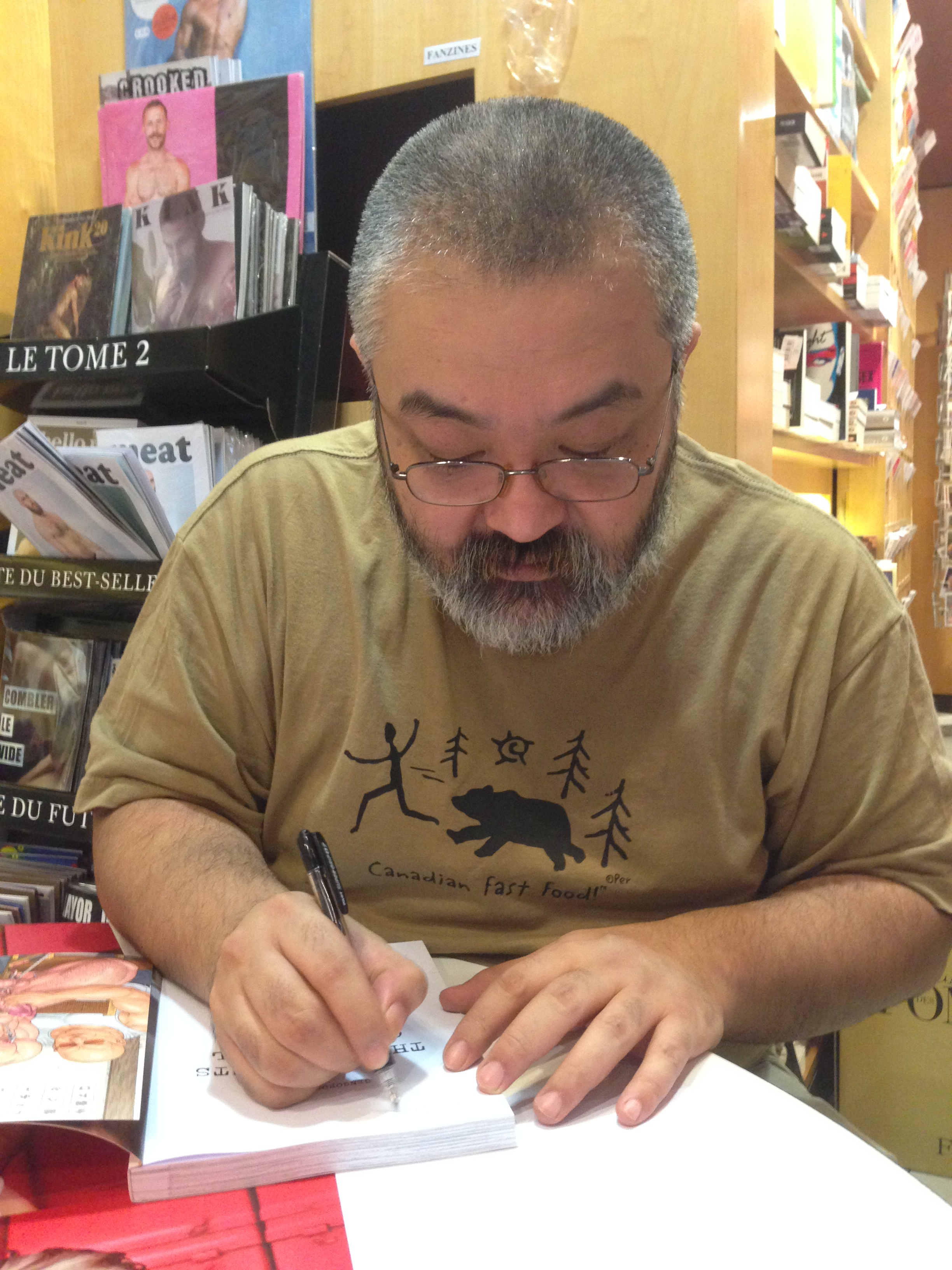
田亀源五郎（2015年）。

『日本のゲイ・エロティック・アート』を著した漫画家田亀源五郎によると、日本の伝統美術は明治期に断絶を経ているため、ゲイアートの系譜は戦後の性風俗雑誌にまでしか遡れない。その中でも特に男性同性愛を大きく扱っていた『風俗奇譚』(1960-1974) は、米国のジョージ・クエンタンスやトム・オブ・フィンランドのほか、三島剛、平野剛、大川辰次などによるエロティックなイラストレーションを掲載していた。これら第一世代のゲイアート作家は共通して表情に愁いを帯び、どこか情念的な翳りのようなものを秘めている（田亀）日本的な美学を感じさせる男性を描いていた。1971年には最初のゲイ専門商業誌『薔薇族』、続いて『さぶ』や『アドン』が創刊され、三島らに活躍の場を提供した。1980年代になると欧米ゲイ文化の影響やフェティシズムの細分化といった流れの上で多様な作風の第二世代アーティストが現れ、初期にあった翳りのようなものは薄れていった。
初期のゲイ雑誌はグラビアと文通欄が主力で漫画は重視されていなかった。ストーリー漫画が掲載され始めたのは1970年代後半のことだった。当初は少女漫画に影響を受けた作品が多く、やがてエロティックな劇画風の作品も現れた。初期の代表的な描き手には山口正児や海藤仁、山川純一、竹本小太郎などがいる。ゲイ外の雑誌で活動していた南伸坊、吉田光彦、土屋進のような漫画家が寄稿することもあった。1980年代から90年代にかけて一般の少年漫画やゲームで筋肉質の男性を描く表現技法が確立し、ゲイ漫画もその表現を取り入れて作画のレベルが向上していった。
1990年代には一般メディアで「ゲイブーム」が起き、LGBTの存在が社会的に認知され始めた。ゲイ雑誌界においても従来の雑誌に代わって『Badi』や『G-men』のようにゲイのライフスタイルや社会的な話題までを広く扱う新興誌が現れ、掲載される漫画のテーマも広がっていった。これらの専門誌はゲイの交際相手を探すための媒体という側面が強かったが、後年にはインターネットによってその役割を奪われ、2020年までにほとんどが発行を止めた。ゲイ男性向けのハードコアポルノは同人誌が主要な発表の場となった。
レズビアン向けの商業誌はゲイ雑誌ほど市場が大きくなく、1995年の『フリーネ』以降数誌が創刊されたがいずれも短命に終わっている。
ゲイ雑誌に掲載される漫画は 8–24ページの読み切りが典型的だった。内容は雑誌や時代によって一定せず、1990年代後半の『G-men』や『さぶ』がもっぱらプロットに乏しいポルノを載せていた一方、2010年ごろの『Badi』誌では日常系・ユーモア・エロのように幅広いジャンルの作品が見られた。1980年代から2010年代にわたる作品の分析によると、ゲイの恋愛を描いた作品では1990年代まで社会的抑圧によるゲイ・アイデンティティの揺らぎを扱う作品が多かったが、それ以降は異性愛社会の存在が後景化し、ゲイコミュニティ内のドラマが主体となった。
日本のゲイ漫画史で大きな役割を果たした漫画家に田亀源五郎がいる。筋肉質な男性間の支配関係や拷問といった田亀のSMエロティカは追随者を多く生み出した。ゲイアーティストとして世界的に高く評価されており、ゲイアート史に関する著作もある。2014年からは一般のコミック誌でも活動を始め、異性愛者が同性愛者の家族と向き合う様子を描いた『弟の夫』(2014) によって日本国内外で多くの賞を受けた。ほかのゲイ漫画家には児雷也や山田参助が挙げられる。
山川純一は1980年代に活動していた漫画家だが、ゲイの間ではほとんど話題にならずに消えた存在だった。2000年代初頭にインターネット掲示板で山川の短編「くそみそテクニック」(1987) が流行し、「野獣先輩」など同性愛を笑うミームの先駆けとなった。山川は一般のサブカルチャーファンに広く知られるようになり、2023年には作品のアニメ化が発表された。

### 女性向け漫画
男性同性愛を描くボーイズラブ（BL、やおいとも）は1970年代の少女漫画から派生したジャンルで、現在ではさまざまな媒体に広がっている。BLは作者と読者の大多数を異性愛シス女性が占める点で特徴的である。日本国外でも多くの言語でオリジナルのやおいや百合作品が描かれている。
同性愛を最初に描き始めたのは竹宮惠子、萩尾望都、山岸凉子など「24年組」と呼ばれる女性漫画家たちだった。初期の代表的な作品には、フランスの男子中学生の同性愛関係を描いた『風と木の詩』(1976)、ドイツのギムナジウムを舞台にした『トーマの心臓』(1974)、聖徳太子を再解釈した『日出処の天子』(1980) があり、いずれも現代日本とはかけ離れた舞台設定で中性的な美少年を中心に据えていた。これらは少女漫画に「少年愛」という美意識を植え付けたのに加えて、漫画表現の上でも文学的な内面描写を発展させ、男性も含めた漫画ファンに広く注目された。
1978年に創刊された『JUNE』は男性同性愛を中心とする女性向け商業誌の草分けで、文学とポルノグラフィ的な少年愛表現を組み合わせた「耽美系」と呼ばれるジャンルを生み出した。幅広い背景の漫画家が参加していたが、同誌の作風を方向づけたのは竹宮惠子と小説家の中島梓だった。『JUNE』は読者参加型の投稿誌という性格が強く、竹宮らの創作教室コーナーからは西炯子、津田雅美、羅川真里茂など次世代の漫画家が輩出されている。
1970年代半ばは漫画同人誌文化が開花した時期でもあった。後に数十万人規模に成長する同人誌即売会コミックマーケット（コミケ）は1975年にはじまったが、そのころから参加者の多くを女性が占めていた。初期のコミケは少年愛漫画の性的なパロディが主流だった。「やおい」という言葉は坂田靖子や波津彬子らの同人活動の中から生まれ、男性同性愛を描くジャンルという意味で定着した。1978年ごろには『闘将ダイモス』のような男児向けアニメ作品の男性登場人物を用いた二次創作（アニパロ）が台頭し、1980年代半ばには『キャプテン翼』ブームによって爆発的に拡大した。この時期に活躍していた同人作家に高河ゆんやCLAMPがいる。やおい同人出身の尾崎南は一般少女誌に連載した『絶愛-1989-』(1989) で男性間のベッドシーンを描いた。同作はファン翻訳を通じて東アジアや欧米諸国に広まり、多くの国の読者がこのジャンルを知るきっかけとなった。
1990年代には商業出版社が大々的にこのジャンルに参入し、同人作家を起用してオリジナルの作品を出版するようになった。「ボーイズラブ (BL)」というラベルはここで登場した。非日常的な舞台設定ではなく学校生活のような身近な題材が増え、耽美系に見られた家庭内の葛藤や孤独といったテーマは薄れて、「萌え」や明るいセックスを描く作風が人気を集めた。ここまでに成立した、2人の男性が出会いから関係を深めてハッピーエンドに至る物語の型が2020年代まで商業BLの主流となっている。それと同時にテーマの深化や設定の多様化も進んでおり、トランスジェンダーやオネエといった従来避けられていた属性や、欧米ファン・フィクション発祥のオメガバースのような新しいサブジャンルが登場している。2000年代以降はよしながふみのようにBL出身で一般誌にも描く漫画家が現れ、ドラマCDやゲーム、舞台、アニメのように幅広いメディアのエンターテインメントにBLの要素が浸透した。BLの中でも突出したヒット作である『純情ロマンチカ』(2003) は、関連書籍の累計発行部数が1500万部を超え、多方面にメディア展開されている。2010年代以降、国際的な意識の高まりに端を発する新たな「LGBTブーム」が起き、男性間の恋愛をテーマにした漫画原作の映像作品が広い視聴者層に向けて制作され始めた。2019年にはBL作品『百と卍』が文化庁メディア芸術祭漫画部門優秀賞を受賞し、選評でBL、男色、腐女子。そんなキーワードや差別冷笑的なこれまでの固定観念をそろそろ改めるべきではないかと述べられた。
日本のファンはボーイズラブをファンタジーとみなし、現実の同性愛を取り巻く問題を反映させることを好まない傾向がある。レイチェル・ソーンはやおいが基本的にロマンス物語として読まれており、政治的なテーマは読者にとって興ざめなのではないかと書いている。社会的なホモフォビアが描かれる場合にも、メインキャラクターの愛情の純粋さを示すためのプロット装置とされるのが一般的である。ジャンルそのものがステレオタイプ的・同性愛嫌悪的な描写を含んでおり、ゲイに関する問題を無視していると批判されることもある。溝口彰子は、登場人物が同性と恋愛しながら自分は異性愛者だと主張したり、同性間に「攻め・受け」といった疑似的なジェンダー役割が割り当てられる従来のやおい作品にはホモフォビアや異性愛規範の要素があると指摘している。批評家の中にはやおいがクィアな価値観を提示しており、日本社会のジェンダー規範やセクシュアリティ規範に挑戦しているという者もいる。藤本由香里は少女漫画で発生した少年愛を現実社会のジェンダーの抑圧、性に対するさまざまな忌避から逃れるための装置としており、ポルノグラフィ的なやおいへの発展を少女たちが「性を遊ぶ」ことを可能にし、受動から能動へと視点を転換させる可能性を開いたと書いている。
初期の少年愛作品では筋肉やひげのような生々しい男性の肉体の描写はタブーとされており、現実的なゲイを描くことは志向されていなかった。1992年、ゲイ活動家の佐藤雅樹は当時のやおい同人がゲイの性を商品化しており男性同性愛者を、異性愛社会に隷属させるためのステレオタイプに押し込める抑圧的な表現だと批判して、実作者やファンの間に「やおい論争」を引き起こした。この論争が明確な結論に達することはなかったものの、一部の作家にとってはやおい表現の社会的な影響を自問するきっかけになった。溝口彰子は「やおい論争」がゲイ当事者とBL側の対話の始まりだと見ている。溝口によるとその流れから2000年代以降にジャンルそのものについて自覚的・内省的な作家によって社会的なミソジニー、ホモフォビア、異性愛規範を克服することを目指す「進化形のBL」も描かれるようになった。やおいとゲイ漫画のファンは初期から一部で重なっていたが、2010年代には若いゲイ男性の間でBL文化が広く受け入れられるようになっている。
百合的な関係性は少女漫画の黎明期において学校の先輩後輩間の結びつき（エス）という形ですでに描かれていた。明確な女性間の恋愛は1970年代に山岸凉子らによって描かれ始めた。しばらくは狭いサブジャンルにとどまっており、定型的な悲劇のストーリーが踏襲され続けていたが、90年代に入ると女性性や同性愛を肯定的に捉えた作品がメジャーになっていった。小中学生向けの少女誌で連載されたヒット作『美少女戦士セーラームーン』もその流れにある。2000年代には少女小説『マリア様がみてる』によって男性読者も巻き込んだ百合ブームが起き、専門誌『コミック百合姫』(2005) も創刊された。2010年代にはエンターテインメントのジャンルとして百合やガールズラブが定着し、レズビアン作家による自伝やエッセイも描かれるようになった。百合ジャンルの読者数はBLに比べて少なく、女性と男性がほぼ拮抗している。現実の同性愛者からの視点についての議論はBLほど進んでおらず、明確にレズビアンの自認を持つキャラクターが描かれることは少ない。

### 男性向け漫画
大手出版社による漫画雑誌文化が確立する以前の貸本漫画ではとみ新蔵、辰巳ヨシヒロ、上村一夫、宮谷一彦のような作家が男性同性愛や異性装の題材を描くことがあった。青年劇画誌がブームになった1970年代半ば以降に中小出版社から乱立されたエロ劇画誌には、宮西計三やひさうちみちおらによるホモエロティックな作品が載っていた。しかしそれらはエロ雑誌の中ではあくまで傍流で、少女漫画のように大きなムーブメントが生まれることはなかった。
一般の男性向け作品で同性愛は笑いの種とされるのが普通だった。1970年代以降の青年漫画に先鞭をつけたギャグ漫画『喜劇新思想大系』(1972) は、男性間の性行為をエログロナンセンス、変態猟奇（米沢嘉博）として描いていた。主流の少年向け作品では、丁寧語や女言葉でしゃべったり「乙女の心を持つ」とされるなど、同性愛男性のステレオタイプに沿った「オカマキャラ」がキャラクター類型の一つとして成立した。例としては『マカロニほうれん荘』(1977) の「きんどーさん」、『ドラゴンボール』(1984) のフリーザ、『ONE PIECE』(1997) の「カマバッカ王国」などがある。オカマキャラは長年にわたって少年誌で使われたが、具体的な性的指向については強く匂わされるばかりで、同性愛を正面から描くことは避けられていた。21世紀に入るとこのような描写は批判を受けるようになった。
少年誌では『ストップ!! ひばりくん!』(1981)、青年誌では『変』(1991) を皮切りにジェンダーやセクシュアリティのゆらぎを扱う作品が描かれ始めた。『ストップ!! ひばりくん!』の作者江口寿史は「女の子のように可愛い男の子」が少年の恋愛対象となることをギャグとして発想したが、その可愛さは読者にストレートに受け入れられ、男女を問わず高い人気を集めることになった。同作は後に「男の娘」と名付けられる性別越境の先駆けとされており、当時の女装愛好者の間でも影響が大きかった。それ以降、1980年代から1990年代にかけては『らんま1/2』(1987)、『ふたば君チェンジ♡』(1990)、『♂ティンクル2♀アイドル☆スター』(1990) のように主人公が性転換したり、異性装を行うジャンルが少年誌で連載された。特にファンタジーやユーモアの要素がある場合には性役割の規範が弱かった。2000年代初頭、ゲームやアダルト漫画で女装少年キャラクターがブームとなり、少年誌でも『ハヤテのごとく!』(2004) 以降にジャンルが定着した。2010年代には「男の娘」の呼び名が一般に浸透し、『わぁい!』(2010) など専門のコミック誌が創刊された。隣接するTSFのジャンルも一部で活性化した。ただし「男の娘」表象は多数派である異性愛男性に支えられており、男性に課せられる社会的規範を逃れたいという欲求に基づくが異性愛制度を否定するものではないと評されている。この時期にはまた性同一性や性的指向と切り離されたファッションやコスプレとしての女装が社会的な認知を得るようになった。
2010年代にはジェンダーマイノリティへの社会的認知が進み、当事者の目線から描かれた作品が増えた。『きのう何食べた?』(2007) は青年誌でリアルなゲイの生活を描いた作品として画期的だった。2014年の『弟の夫』はニッチなゲイポルノ作家だった田亀源五郎の青年誌進出作として注目を集めた。空想的なファンタジーではなく普遍的な思春期の悩みの一つとして性同一性を扱う作品はこのころのトレンドで、『放浪息子』(2002) を嚆矢として『青のフラッグ』(2017) や『ボーイズ・ラン・ザ・ライオット』(2020) などが描かれている。2016年、トランスジェンダー男性を主人公にしたスポーツ漫画『ECHOES』が宝島社の新人賞『このマンガがすごい!』大賞を受賞した。性選択をテーマにしたSF『境界のないセカイ』(2014) は、批判の可能性を恐れた講談社の意向で連載中止になり（後にKADOKAWAで復活）、LGBT団体やメディアから過剰な自主規制を懸念する声も上がった。2010年代後半にはトミムラコタ、新井祥などLGBT当事者によるエッセイ漫画が数多く出版されている。
男性向けのアダルト漫画にはトランスジェンダーもしくはインターセクシュアルの男性キャラクターが性的欲望の対象とされたり、受動的なセックスの主役となるジャンルがある。その源流は米国産のポルノグラフィに見られるシーメールだが、日本のエロ漫画に移入されるとふたなり、性転換、女装、ショタのように多彩なサブジャンルが生み出された。永山薫によるとそれらは特定の性的指向や性同一性と結びついたものではなく、男性読者が一時的に女性性を疑似体験するためのエンターテインメント表現であり、その背景にはマチズモの崩壊とそれに伴う、性的嗜好の多様化、細分化があるという。純然たる男性間の性行為を描いたゲイ向けのエロ漫画とは読者層が異なり、男性のアダルト漫画家・読者の間には同性愛忌避も根強い。

## アジア

### 中国
中国には1990年代に多様な日本漫画とともにBL漫画が流入し、耽美（ダンメイ）と呼ばれるオンライン小説のコミュニティに派生した。2010年代以降は欧米スラッシュ・フィクションからの影響が強まり、BLから耽美に受け継がれた定型表現が再検討されるようになった。耽美は中国の若者文化とファンカルチャーの中に確固とした地位を築いており、台湾や韓国、ベトナムでも人気を集めている。しかし中国当局は反同性愛的なメディア規制を行っており、BL作者が逮捕されたこともある。

### 韓国
韓国では1993年に出版された海賊版の『絶愛-1989-』をきっかけとしてBLが広まり、同人・商業出版が盛んに行われてきた。BLは当初から宗教的保守層からの批判を受けてきたが、フェミニズムやジェンダー研究の論者からは女性主体の文化として注目されていた。しかし2010年代末に、韓国社会における「フェミニズム・リブート」の高まりを受けて、フェミニズムの観点からBLを批判する「脱BL」（탈비엘）の動きがファンダムの内部から発生した。キム・ヒョジンはその論点にはフェミニズムの進展と変化する世界の文化シーンの中で、[女性が徹底して排除されるジャンルである] BLが存在する意義はどこにあるのかという根本的な問いかけがあるとしている。

### 台湾
台湾には1980年代に『聖闘士星矢』のような漫画の二次創作を通じてやおい同人文化が入ってきた。しかし同性愛や女性による性的ファンタジーは社会的スティグマをともなっていたため、ファンは自主的にクローズドなコミュニティの中でBLを楽しんできた。ゲイ男性とBLのコミュニティの間にも初期には敵意があったが、2010年代には融和が進んでいる。アジア初の同性婚合法化をめぐる2016年のキャンペーンではBLファンは大勢として同性婚支持に回り、その問題とファンとしてのアイデンティティとのかかわりについて広範な議論が行われた。

### タイ
タイはアジアにおけるBL消費のハブ的な位置づけにあり、中国、ベトナム、インドネシア、フィリピンなどに自国産のBL作品を輸出している。タイBLの美的様式は日本と韓国のイメージが混然となった想像上の「コリパニーズ」文化を基盤にしており、特に韓流ポップカルチャーからの影響が強い。読者には他国より高い比率でゲイ、レズビアン、ヘテロセクシュアル男性が含まれている。2010年代にはBLと現実のゲイの境界があいまいになりつつある。有名人がBLファンのファンタジーに応えて「シッピング」（カップリング）を実践することや、現実のゲイカップルがBLファンからスター扱いされることも一般的である。

### インドネシア
インドネシアはムスリム（一部にキリスト教徒）が多数を占める宗教的な国家であり、人口の9割以上が同性愛は道徳的に許されないと考えている。BLのファン活動は社会から批判されており、ファン自身もそれが「罪深い」という意識を持っていることは珍しくない。2010年代に高まったLGBTの権利と可視化を巡る議論の中では、ファンの中にはファンタジーとしてのBLを愛好する場を守ることを優先する者もいれば、ファンとしてのアイデンティティを現実のLGBTアクティビズムと結び付けようとする者も現れた。

### インド
インドで日本のアニメは都市部の中産階級以上にしか浸透しておらず、BLファンはさらにその傾向が強い。保守的なインドにおいて同性愛はタブー視され、女性がセクシュアリティやジェンダー役割について発言することも抑圧されている。BLの消費や創作はオンラインでの活動に限られている。

## 啓発的漫画
漫画というメディアを用いてLGBTと関連するセーフセックスなどの問題を啓発する試みも行われている。AIDSを題材にしたコミックストリップ形式の作品はフランスの Liberation 誌に1986年に掲載されたイラストレーションにまでさかのぼる。同作は単純な人物図を用いて危険な行為を説明していた。英米では1987年と1988年に Strip AIDS が刊行されている。政治運動としての出版物にはアラン・ムーアによる AARGH がある。英国政府が提出した「同性愛の奨励」を禁じる法案に抗議するためのもので、英国、米国、カナダの一流漫画家が寄稿していた。これらの作品はコミックという形式とユーモアによって一般的な教材よりも肯定的なメッセージを伝えると評されている。AIDS予防を訴える内容のフィクション作品としては、フランス語の La Sida（→The AIDS）(1995) が良く知られている。アルフレッド・フルニエ研究所から "Prevention Sourire" シリーズの一環として発行された子供向けの作品で、HIV感染を「緑色の小さなモンスター」で比喩的に表すようなユーモアによって題材が和らげられている。南アメリカの作家ハイメ・コルテスによる Sexile はHIV感染予防の啓蒙家でトランスジェンダーのアデラ・ヴァスケスをモデルにした作品で、AIDSプロジェクト・ロサンゼルスから英語とスペイン語で発行された。ジェンダー自認や性体験、キューバ革命政権下での抑圧、HIV/AIDSへの意識向上が語られる内容だった。
それらの啓発的なコミックは、HIVを伝統的な異性愛への脅威として描くことを優先するあまり同性愛を周縁化しており、LGBTコミュニティにとってのHIVの重要性という観点が欠けていると批判されてきた。問題の大元にあるのは、コミックが子供のメディアだという通念があるため社会の主流である異性愛規範に沿って描かなければならず、LGBTと自認する子供が自己投影できるキャラクターを登場させられない点だとされている。スイスの啓蒙的なコミックブック Jo (1991) なども対象年齢が高いにもかかわらず同性愛を明示的に描いていない。